# Cédric Nabe
Cédric Mongha Ngonde Nabe (* 16. Juni 1983) ist ein ehemaliger  Schweizer Leichtathlet. Er ist der drittschnellste Schweizer 100-Meter-Läufer aller Zeiten.

## Leben
Der Sohn von Mongha und Mayani Nabe wuchs in Genf auf. In seiner Jugend spielte er Fussball, konzentrierte sich dann aber ganz auf die Leichtathletik. 2004 ging Nabe als Student in die USA. In diesem Jahr lief er die 100 Meter in 10,29 s, was für ihn U23-Schweizer-Rekord bedeutete. An diese Zeit kam Nabe in den folgenden zwei Jahren nicht mehr heran.
2007 lief er über 60 Meter in 6,67 s Schweizer Hallensaisonbestleistung, über 100 Meter lief er eine Zeit von 10,34 s. 2009 schaffte er eine neue persönliche Bestzeit von 10,28 s und damit die Limite für die Leichtathletik-Weltmeisterschaften in Berlin. Zudem wurde er erstmals Schweizer Meister über 100 Meter.
2011 erreichte Nabe an den Halleneuropameisterschaften in Paris im 60-Meter-Lauf mit neuer persönlicher Bestleistung den Endlauf. Nachdem Nabe im Mai mit einer Zeit von 10,30 s wieder nahe an seine persönliche Bestleistung gekommen war, wurde er im Juli rückwirkend ab dem 22. Juni 2011 für ein Jahr gesperrt, weil er seiner Meldepflicht gemäss den Dopingbestimmungen dreimal nicht nachgekommen war. Der Internationale Sportgerichtshof verlängerte die Sperre auf 18 Monate. Anfang 2013 gab Nabe seinen Rücktritt bekannt.
Nabe wohnt in Florida. Dort arbeitet er seit seinem Bachelor-Abschluss in Informatik 2008 als IT-Berater.

## Erfolge
- 2001: Schweizer Juniorenmeister 100-Meter-Lauf und 200-Meter-Lauf
- 2002: 2. Rang Schweizer Meisterschaften 100-Meter-Lauf; Schweizer Juniorenmeister 100-Meter-Lauf und 200-Meter-Lauf; Halbfinal Juniorenweltmeisterschaften 100-Meter-Lauf
- 2003: 3. Rang Schweizer Meisterschaften 200-Meter-Lauf; Schweizer U23-Meister 100-Meter-Lauf
- 2004: 2. Rang Schweizer Meisterschaften 100-Meter-Lauf
- 2006: 3. Rang Schweizer Meisterschaften 200-Meter-Lauf
- 2009: Schweizer Meister 100-Meter-Lauf; Teilnehmer Leichtathletik-Weltmeisterschaften 100-Meter-Lauf
- 2011: 7. Rang Leichtathletik-Halleneuropameisterschaften 60-Meter-Lauf

## Persönliche Bestleistungen
- 100-Meter-Lauf: 10,28 s, 14. Juni 2009 in Miami
  - 100-Meter-Lauf: 10,29 s, 9. Juni 2004 in Austin, Schweizer U23-Rekord
- 200-Meter-Lauf: 21,12 s, 2003
- 60-Meter-Lauf (Halle): 6,62 s, 5. März 2011 in Paris